# Älvkarleö
Alvkarleö is een plaats in de gemeente Älvkarleby in het landschap Uppland en de provincie Uppsala län in Zweden. De plaats heeft 121 inwoners (2005) en een oppervlakte van 26 hectare.